# 대한민국 상법 제9조
대한민국 상법 제9조는 소상인에 대한 상법총칙의 조문이다.

## 조문
제9조 (소상인) 지배인, 상호, 상업장부와 상업등기에 관한 규정은 소상인에게 적용하지 아니한다.

第9條 (小商人) 支配人, 商號, 商業帳簿와 商業登記에 關한 規定은 小商人에게 適用하지 아니한다.

## 소상인의 정의
상법 제9조에 규정된 소상인은 자본금액이 1천만원에 미달하는 상인으로서 회사가 아닌 자로 한다

## 같이 보기
- 소상인
- 상인
- 상사유치권